# Kay (cantante)
Kay, pseudonimo di Kristin Boutilier, talvolta accreditata come My Name Is Kay, Goldie Boutilier e Goldilox (Sydney, 31 luglio 1985), è una cantante canadese.

## Biografia
Kay è salita alla ribalta nel 2011 con il suo singolo di debutto My Name Is Kay, il cui video è diventato virale in Canada. Il brano ha raggiunto la 63ª posizione della Billboard Canadian Hot 100, posizione sorpassata dal 47º posto ottenuto dal singolo successivo della cantante, Strangers. Nel 2012 Kay ha aperto i concerti nordamericani del Sorry for Party Rocking Tour degli LMFAO. Il suo album di debutto My Name Is Kay è uscito nell'autunno del 2013 su etichetta discografica Universal Music Canada. Nel 2015 la cantante si è trasferita in Francia, dove lavora come DJ con lo pseudonimo di Goldilox.

## Discografia

### Album in studio
- 2013 – My Name Is Kay

### EP
- 2012 – My Name Is Kay
- 2012 – Say What You Want
- 2016 – Skin
- 2018 – Very Best

### Singoli
- 2011 – My Name Is Kay
- 2012 – Strangers (feat. Pusha T)
- 2013 – Whatever
- 2013 – Next to You
- 2013 – Alive
- 2013 – The Thrill (con Tai)
- 2016 – Morning
- 2017 – I Know
- 2018 – Michael's Song

#### Come featuring
- 2011 – Pick Your Poison (Diplo & Datsik feat. Kay)
- 2011 – Work Hard, Play Hard (Tiësto feat. Kay)
- 2012 – Control Freak (Steve Aoki feat. Blaqstarr & Kay)
- 2013 – Singularity (Steve Aoki & Angger Dimas feat. Kay)
- 2013 – Summer Night Iìin July (Robbie Rivera feat. Kay)
- 2013 – Back Off, Bitch! (Static Revenger feat. Kay)
- 2013 – More Than One (Brass Knuckles feat. Kay)